# ヴェンディダード
ヴェンディダード（Vendidad）またはウィーデーウ・ダート（Videvdat）は、アヴェスターのテキストの一部。ヴェンディダードは典礼書というよりは宗教法典の性格が強く、アヴェスターの他のテキストと異なる。

## ゾロアスター教徒にとってのヴェンディダード
大部分のゾロアスター教徒は、基本的な文化的・倫理的及び道徳的手引書としてヴェンディダードを使用し続けており、その教えをゾロアスター教の伝統に不可欠なものと見做し、ゾロアスター教独自の視点から霊的存在の本質について書かれたものだと考えている。それらは元々は口承によって伝えられたが、後世になって文書として書き留められたと論じられている。